# Festival du cinéma russe à Honfleur 2013
Le Festival du cinéma russe à Honfleur 2013, 21e édition du festival, s'est déroulé du 26 novembre 2013 au 1er décembre 2013.

## Déroulement et faits marquants
Le 30 novembre 2013, le palmarès est dévoilé. Le film Le géographe a bu son globe d'Alexandre Veledinski remporte le prix du meilleur film. Le prix du meilleur premier film est remporté par le film La Soif de Dmitri Tiourine.

## Jury
- Radu Mihaileanu (président du jury), réalisateur
- Mei-Chen Chalais (présidente d'honneur), productrice
- Norbert Balit, journaliste
- Mélanie Doutey, actrice
- Pascal Elbé, acteur
- Yannick Debain, acteur
- Paul Amar, journaliste

## Sélection

### En compétition
- Corps et Biens (Отдать концы, Otdat Konci) de Taïssia Igoumentseva
- Delivrance (Деливеранс) de Sergueï Kouznetsov
- Shame (Стыд, Styd) de Yousoup Razykov
- La Soif (Жажда) de Dmitri Tiourine
- Le géographe a bu son globe d'Alexandre Veledinski
- Le Jeu de la vérité (Игра в правду) de Victor Chamirov
- Lieux intimes (Интимные места) de Natalia Merkoulova et Alexeï Tchoupov
- Le Major (Майор, Maïor) de Youri Bykov
- Les Femmes célestes de la prairie mari (Небесные жёны луговых мари) d'Alekseï Fedortchenko

### Panorama
- Le Légendaire n°17 (Легенда № 17) de Nikolaï Lebedev
- Subwave (Метро) d'Anton Meguerditchev
- Nouvel An (Ёлки) de Timour Bekmambetov

## Palmarès
- Prix du meilleur film : Le géographe a bu son globe d'Alexandre Veledinski.
- Prix du meilleur scénario : Andreï Guelassimov pour La Soif de Dmitri Tiourine.
- Prix du meilleur acteur : Mikhail Groubov et Roman Kourtsyn, pour leurs rôles dans La Soif.
- Prix de la meilleure actrice : Elena Lyadova, pour son rôle dans Le géographe a bu son globe.
- Prix du meilleur premier film : La Soif de Dmitri Tiourine.
- Prix du public : Shame (Стыд, Styd) de Yousoup Razykov.